# Américo Vespúcio
Américo Vespúcio (em italiano: Amerigo Vespucci; Florença, 9 de março de 1451 – Sevilha, 22 de fevereiro de 1512) foi um mercador, navegador, geógrafo, cosmógrafo italiano e explorador de oceanos a serviço dos Reinos de Espanha e de Portugal que viajou pelo então chamado Novo Mundo, escrevendo sobre estas terras a ocidente da Europa. Como representante de armadores florentinos, o mercador e navegador Vespúcio encarregou-se em Sevilha do aprovisionamento de navios para a segunda e a terceira viagens de Cristóvão Colombo. Supõe-se que tenha participado de incursões pelo Atlântico desde 1497. Em meados de 1499 passou ao largo da costa norte da América do Sul, acima do rio Orinoco, como integrante da expedição espanhola de Alonso de Ojeda, a caminho das Índias Ocidentais.  
Vespúcio foi o primeiro a demonstrar que o Brasil e as Índias Ocidentais não representavam regiões periféricas do leste da Ásia, como inicialmente pensou Colombo, mas massas de terra totalmente separadas e até então desconhecidas do Velho Mundo. Coloquialmente conhecido como o Novo Mundo, este segundo super-continente passou a ser chamado de "América", derivado de Americus, a versão latina feminina do primeiro nome de Vespúcio.

## Biografia
Ao contrário do que pensam, não foi o terceiro filho de Nastagio Vespucci, um notário e acomodado comerciante florentino e de Lisa di Giovanni Mini; foi o segundo. Seu tio foi o ilustrado frade dominicano Giorgio Antonio Vespucci, dono de uma das principais bibliotecas da cidade, que teve um importante papel na educação do jovem.
Os Vespucci eram uma das famílias florentinas mais importantes, donas de grande extensão de terra fora da cidade, em Peretola, atualmente um subúrbio de Florença. Fizeram fortuna no comércio da seda. Tinham palácio em Florença, muito bem situado, a noroeste, perto da Porta del Prato então chamada Porto della Cana, distrito de Santa Lucia di Ognissanti. Diversos membros da família haviam ostentado cargos importantes, por muitas gerações, em Florença. O jovem Vespúcio estudou sob a direção de seu tio Jorge (Giorgio), que lhe falou de Ptolomeu e de Aristóteles, e provavelmente conheceu Toscanelli, o geógrafo florentino e comerciante que se correspondia com o rei de Portugal e com Cristóvão Colombo. Vários Vespucci já haviam estado ligados ao mar. O jovem Américo começou sua carreira em Paris, como secretário particular de um primo, Guidantonio Vespucio, que exercia como embaixador de Florença na capital francesa, e que depois se dirigiu a Roma e Milão com o mesmo emprego. Posteriormente Guidantonio foi nomeado magistrado ou confaloniero chefe de Florença. Mas Américo começou a trabalhar para o novo ramo da família Medici que na ocasião dirigiam o jovem Lorenzo di Pier Francesco dei Medici, e seu irmão Giovanni (João). Viajou por causa do trabalho a distintas partes da Itália e visitou diversas vezes a Espanha, até se estabelecer em Sevilha no outono de 1492, quando Colombo já tinha partido em sua primeira viagem. Seguia trabalhando para os Medicis. No ano seguinte colaborou com seu amigo Juanotto Berardi, que ajudava os Medici desde 1489. Segundo um dos biógrafos de Américo Vespúcio, sua ambição havia sido alentada pelo que Colombo tentara, e segundo ele não conseguira, isto é, chegar à Índia pelo oeste. Daí sua participação na expedição de Alonso de Ojeda entre 1499 e 1500, e daí ter aceitado o encargo de seguir o litoral do continente sul-americano, por ordem do rei de Portugal, entre maio de 1501 e o verão de 1502, quando percorreu o litoral brasileiro. Nas suas viagens à América, Américo Vespúcio também se dedicou ao tráfico de indígenas escravizados levados a Cádis, na Espanha.

### No Brasil
Em 13 de maio de 1501, ao serviço do rei Manuel I de Portugal, partiu de Lisboa na expedição de Gonçalo Coelho constituída por três naus, cujo objetivo era investigar as potencialidades econômicas e explorar a recém-descoberta costa do Brasil. Munidos de um calendário litúrgico, começaram a batizar os lugares onde atracavam com nome de santos do respectivo dia. Em 16 de agosto alcançaram o cabo de São Roque, litoral do atual Rio Grande do Norte, e aos 28 dias do mesmo mês avistaram o promontório do litoral de Pernambuco já descoberto pelo navegador espanhol Vicente Yáñez Pinzón em 26 de janeiro de 1500, batizando-o como cabo de Santo Agostinho. Em 1 de novembro de 1501 chegaram à reentrância denominada baía de Todos-os-Santos. Continuaram a percorrer a costa, até entrar a 1 de janeiro de 1502 na baía do Rio de Janeiro. Ainda naquele mês, atingiram Cananéia, ponto mais ocidental ao qual, em virtude do Tratado de Tordesilhas com a Espanha, poderiam aspirar os portugueses. E logo prosseguiram sua viagem rumo ao rio da Prata.
Alguns historiadores dizem que em 1501 a armada era comandada por Gaspar de Lemos.

## As falsificações e o nome "América"
Diz Hugh Thomas (p. 379)
"Quando Vespúcio regressou do Brasil, declarou que o território frente ao qual havia navegado estendia-se demasiadamente para o sul para se tratar da Índia. De Lisboa escreveu a Pier Francesco dei Medici: ´Chegamos a uma nova terra que, por muitas razões que enumero a seguir, observamos tratar-se de um continente. ´Estava seguro de ter descoberto um território completamente novo, não simplesmente um prolongamento para leste da Ásia. O que Colombo tinha descoberto era um continente que bloqueava o caminho para a Ásia pelo oeste, a menos que se descobrisse uma passagem que tornasse desnecessário rodeá-lo. A assombrosa observação se fez pela primeira vez em Lisboa, e a corte, os cartógrafos e os comerciantes da cidade, não tardaram em levá-la muito em conta. O excelente mapa  portulano, que data de 1502, mostra o novo continente em duas partes não unidas."
Vespúcio regressou a Sevilha. Seu amigo florentino, o empresário Bartolomeu Marchionni, escreveu que «tinha tido duro trabalho e recolhido escasso benefício». Posteriormente, se disse que Vespúcio escreveu então duas outras cartas: uma, intitulada Mundus Novus,  dirigida a Lourenço de Médici, que foi publicada em janeiro de 1504. Trata-se de um cúmulo de inexatidões e falsas afirmações, dirigida a alguém que ele sabia ter morrido há algum tempo. Em setembro de 1504 foi publicada outra falsificação, uma carta supostamente endereçada a Piero Soderini, novo porta-estandarte (confaloniero) de Florença, logo publicada como Quatuor Americi Vesputti Navigationes - em que a primeira e a quarta viagens são falsas […]
 

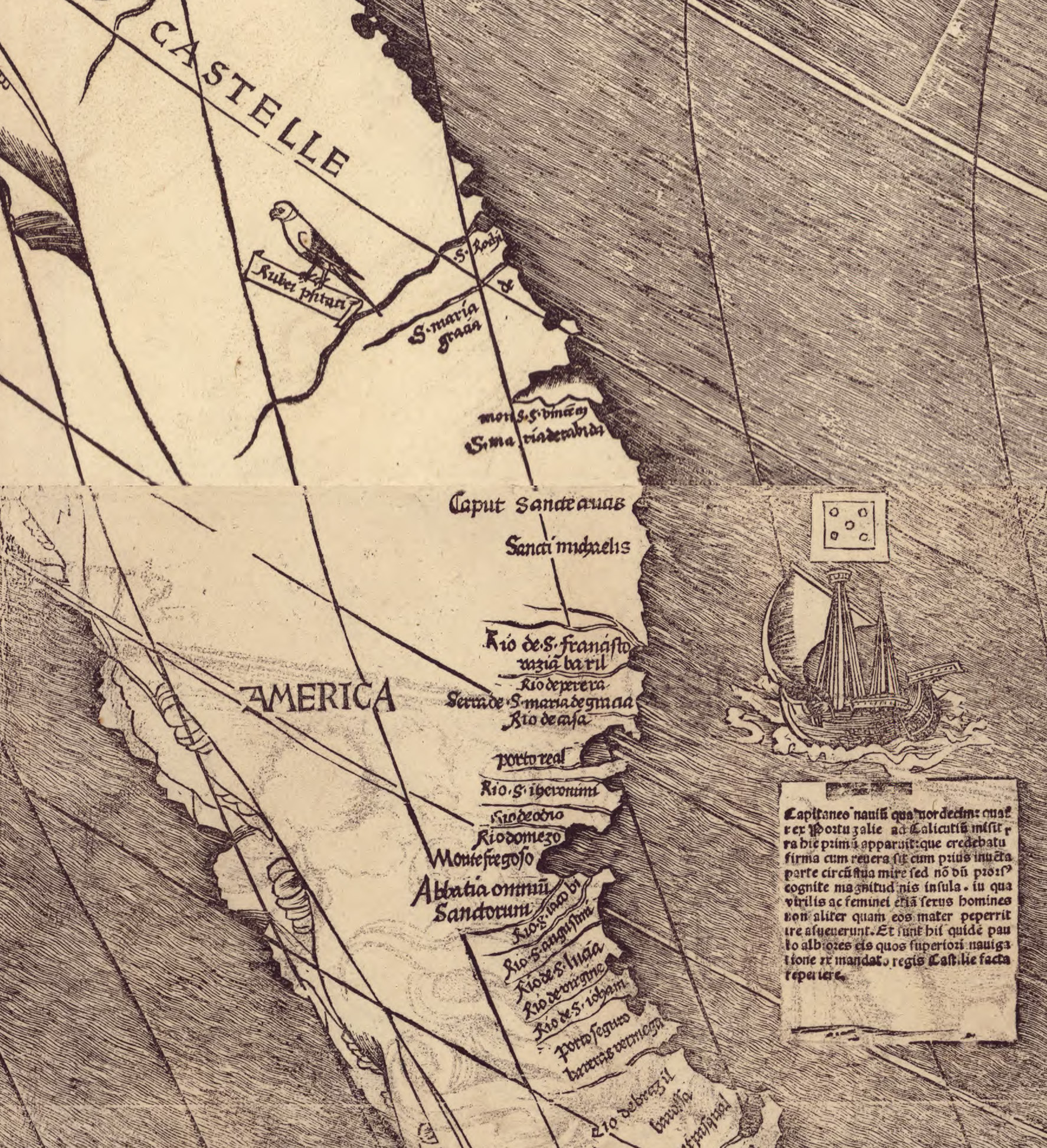
Pormenor do mapa de Waldseemüller de 1507 onde pela primeira vez foi escrito o nome "América" para nomear o continente

A carta está também, como a anterior, cheia de inexatidões, absurdos, erros gramaticais, embora tenha tido um destino extraordinário, presenteada em 1505 a René ou Renato II, duque de Lorena, o qual fez dela presente a um grupo de sábios conhecidos como Ginásio Vosgiano, em Saint-Dié, aldeia daquelas montanhas dos Vosges - entre os quais se contava Martin Waldseemüller. Este já tinha decidido publicar nova versão da Cosmografia de Ptolomeu: escreveu uma introdução, que intitulou Cosmographia Introductio, na qual inseriu as Navegationes de Vespúcio, traduzidas para o latim.  
Waldseemüller escreveu:  
«Na atualidade as partes da Terra, Europa, Ásia e África, já foram completamente exploradas, e outra parte foi descoberta por Amerigo Vespuccio, como se pode ver nos mapas adjuntos.   E como a Europa e Ásia receberam nomes de mulher, não vejo razão pela qual não possamos chamar a esta parte Amerige, isto é, a terra de Amérigo, ou América, em honra do sábio que a descobriu.»
E assim neste mapa o novo hemisfério situado do outro lado do mar Oceano foi chamado «América» por primeira vez. 
A primeira viagem que teria realizado Vespúcio em 1497 jamais existiu, e Colombo descobriu efetivamente o continente sul-americano em sua terceira viagem, em 1498. Em outra edição da Cosmografia, de 1513, Waldseemüller concedia maior crédito a Colombo. Mas, apesar de tudo, o cartógrafo Mercator, em seu primeiro mapa mundi, o chamado «Orbis Imago» de 1538, deu também o nome de batismo de Américo ao continente setentrional, ou América do Norte. A fraude só se percebeu em 1879 e em 1926 Alberto Magnaghi, catedrático de Milão, demonstrou em um estudo a evidência.

## De novo o relato de sua vida
Em 1503, Vespúcio retornou ao Brasil, desta vez comandando um navio da frota de Gonçalo Coelho, armada por cristãos-novos associados a Fernão de Noronha. Perdendo-se do resto da armada, carregou o navio de pau-brasil ao sul da baía de Todos os Santos e desembarcou em Lisboa em 18 de junho de 1504. Afirmou então haver estado em um novo mundo, ao qual chamaria Novus Orbis porque os antigos o desconheciam. Disse também, segundo o historiador Hugh Thomas, que desejava retornar e chegar ao oriente pelo sul, aproveitando-se dos ventos austrais. Mas nunca o fez.
Em 1505, em Sevilha, naturalizou-se espanhol. De 1508 até à morte, foi o piloto-mor da Casa de Contratação das Índias. Integrava, com Juan de la Cosa, Vicente Yáñez Pinzón e Juan Díaz de Solís, a comissão de conselheiros reais que se reuniu em Burgos em 1505 e decidiu fundar a Casa de Contratação, criando os cargos de piloto-mor, geógrafo e cartógrafo. A nomeação de piloto-mor recaiu nele próprio que, como desejava o rei, deveria dividir seus conhecimentos com os pilotos espanhóis e convencê-los a usar métodos astronómicos para determinar a longitude quando no mar, em vez de estimativas vagas. Como tal, ninguém poderia pretender pilotar naves nem cobrar salário de piloto, nem patrão algum poderia aceitá-lo a bordo, até que fosse examinado por Vespúcio, que lhe expediria ou não um certificado de aprovação. O piloto-mor deveria portanto ser uma espécie de professor que dirigisse uma escola de capitães de barco em sua casa de Sevilha.
A popularidade trazida pelas narrativas de suas viagens converteu-o num dos autores mais vendidos à época. Como se viu acima, foi o cartógrafo Martin Waldseemüller quem primeiro nomeou o novo continente América, em sua homenagem.

### Mundus Novus
Diz o autor de "Brasiliana da Biblioteca Nacional" em sua página 33: "É pela mão de Américo Vespúcio que as gentes brancas e nuas, bondosas e pacíficas, serão inicialmente apresentadas, pelos tipográficos europeus, aos curiosos de relatos fantásticos acontecidos nas Índias Ocidentais, mediante o primeiro texto impresso em Portugal, "Mundus Novus", publicado em torno de 1503-1504, em que o autor nos relata, maravilhado: 
E se no mundo existe algum paraíso terrestre, sem dúvida não deve estar muito longe destes lugares.
Morreu em 1512 em Sevilha por malária e foi enterrado em hábito franciscano. Foi sepultado na Abadia de Ognissanti, em Florença, na Toscana.

## "Alberico" ou "Américo"

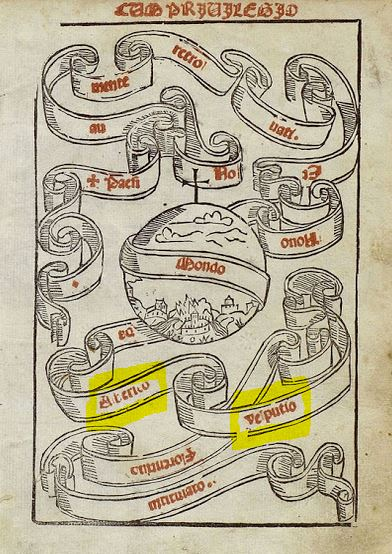
Numa obra de Fracanzano da Montalboddo, o nome "Alberico" é usado em vez de "Américo", para identificar o navegador Vespúcio. (A amarelo destaca-se a referência ao nome invocado)

O primeiro nome de Vespúcio está envolto numa certa polémica, quando confrontado com o constante na obra de Fracanzano da Montalboddo:
"Paesi nouamente retrovati et Novo Mondo da Alberico Vesputio Florentino intitulato", de 1507, o nome "Alberico" é usado em vez de "Américo", para identificar o navegador Vespúcio. O mesmo acontece em diversas edições (1508, 1512, 1519), e noutros livros, onde o primeiro nome é novamente mudado:
"Paesi nouamente retrovatiper la navigatione di Spagna in Calicut et da Albertutio Vesputio Fiorentino intitulato Mondo Novo, novamente impresso." Venetia, per Zorzo de Ruscono, millanese, 1521.
passando aqui o seu primeiro nome para "Albertutio".
Isto é apenas relevante porque a razão da nomeação como "América" foi apontada por motivo do primeiro nome de Vespúcio, quando ele permanecia tão incerto nas edições contemporâneas, a ponto de aparecer não como "Americo" ou "Amerigo", mas sim como "Alberico" ou até "Albertutio".
Alexander von Humboldt é um dos que se referem de forma crítica a esta mudança de nomes de Vespúcio. Segundo a tese referida por Humboldt, teriam sido descobertos mapas com toponímia pré-colombiana que o novo continente era chamado Amérika, que na língua tolteca significaria "país com montanhas no centro". Vespúcio teria mudado de nome para "Américo" a fim de se apropriar do mérito da descoberta. Contrariamente a esta especulação, no seu registo oficial de nascimento, o seu nome figura como "Amerigho"'.
Terras nomeadas pelo primeiro nome foram normalmente privilégio exclusivo da realeza. Cristóvão Colombo aparece associado à Colômbia, Abel Tasman foi associado à Tasmânia, Cecil Rhodes à Rodésia, etc. América teria sido assim uma exceção, curiosamente adequada à primeira conquista espanhola na América, porque a Méjica dos Astecas, levou ainda ao nome México.

## Legado
A importância histórica de Vespúcio pode residir mais em suas cartas (quer ele tenha escrito ou não todas) do que em suas descobertas. Burckhardt cita o nome da América em sua homenagem como exemplo do imenso papel da literatura italiana da época na determinação da memória histórica. Dentro de alguns anos após a publicação de suas duas cartas, o público europeu tomou conhecimento dos continentes recém-descobertos das Américas. Segundo Vespúcio:
Sobre o meu regresso daquelas novas regiões que encontrámos e explorámos […] Podemos, com razão, chamar um novo mundo. Porque nossos antepassados não tinham conhecimento deles, e será um assunto totalmente novo para todos aqueles que ouvem falar deles, pois isso transcende a visão defendida por nossos antigos, na medida em que a maioria deles sustenta que não há continente ao sul além do equador, mas apenas o mar que eles chamaram de Atlântico e se alguns deles fizeram de que havia um continente, negaram com abundante argumento que se tratava de uma terra habitável. Mas que essa opinião deles é falsa e totalmente contrária à verdade […] minha última viagem se manifestou; porque naquelas partes meridionais encontrei um continente mais densamente povoado e abundante em animais do que a nossa Europa, Ásia ou África, e, além disso, um clima mais ameno e mais agradável do que em qualquer outra região conhecida por nós, como aprendereis no relato a seguir. 